# Simon Busuttil
Simon Busuttil, född 20 mars 1969 i Attard, Malta, är en maltesisk politiker och parlamentsledamot som är partiledare för Partit Nazzjonalista och ledare för oppositionen i representanthuset. Han var ledamot av Europaparlamentet mellan 2004 och 2013 för Partit Nazzjonalista och tillhörde EPP-gruppen, men lämnade parlamentet den 5 april 2013 då han i valet 2013 blev invald i representanthuset. Busuttil och Partit Nazzjonalista förlorade valet 2017.